# Castillo de Tonquédec

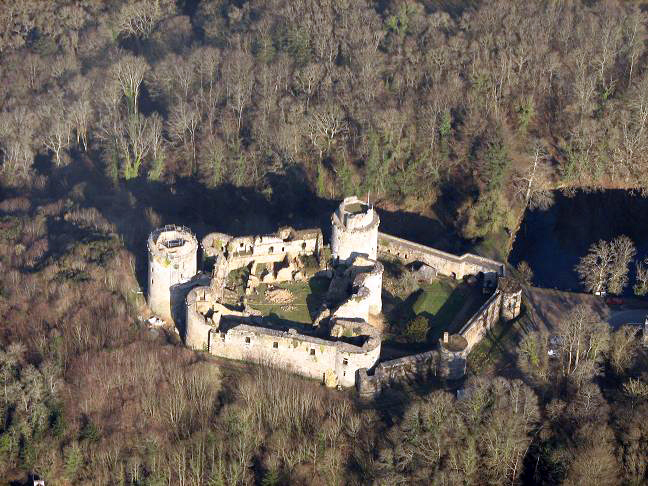
Vista aérea.

El castillo de Tonquédec (Château de Tonquédec) está ubicado en Bretaña, Francia y es uno de los monumentos más visitados en el departamento de las Côtes d'Armor.
El château de Tonquédec, uno de los sitios medievales franceses más impresionantes situado a 8,5 km al sur de Lannion, se ubica en un agradable paisaje verde. El castillo actual fue construido en el siglo XV, en el sitio de un antiguo castillo del siglo XII.
Las ruinas pueden ser visitadas de abril a octubre.

## Historia

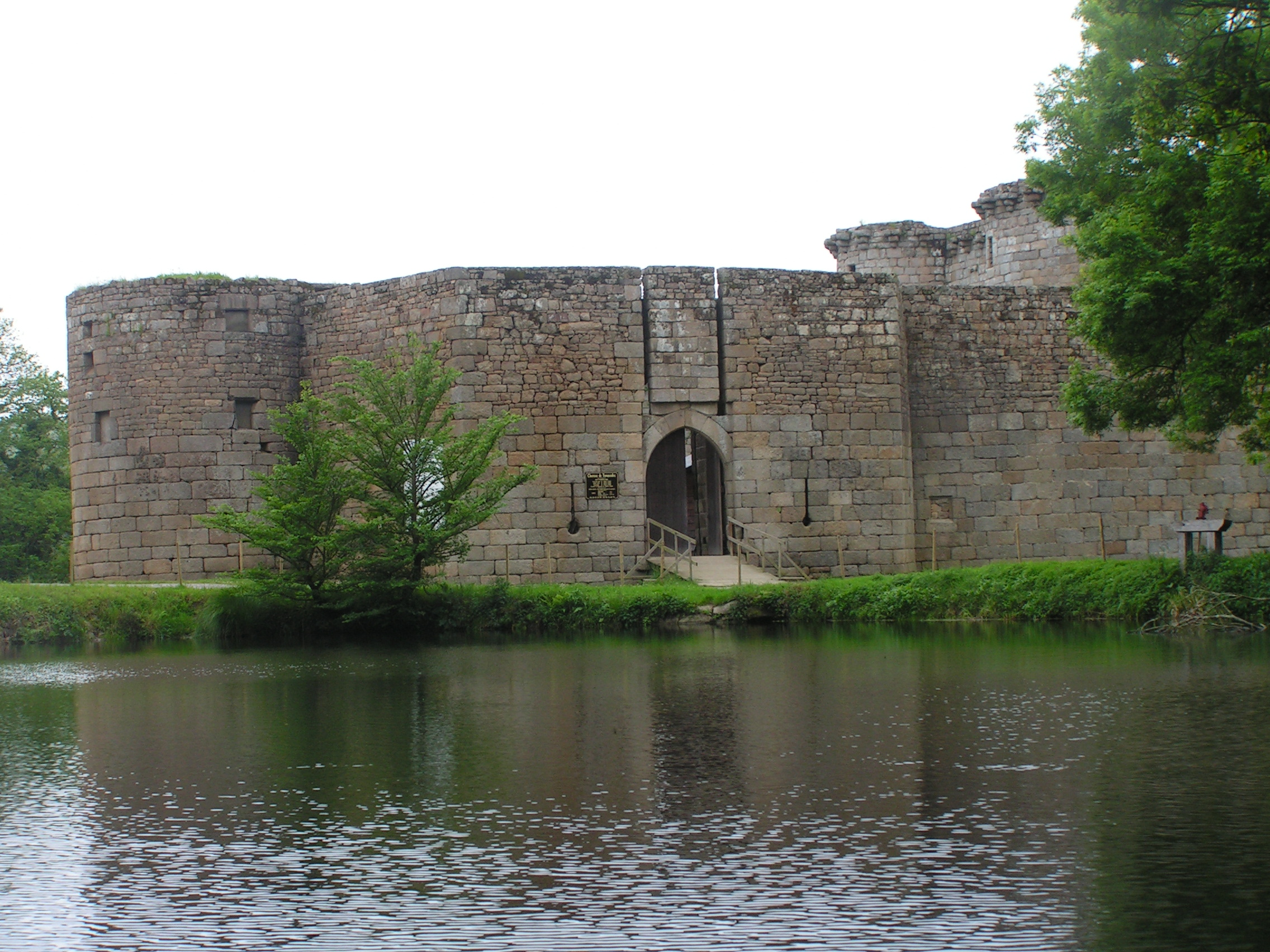
El castillo visto desde el borde del lago.

Con el peso de su acantilado rocoso y sus once torres, las ruinas del castillo dominan el valle del Léguer. Es un auténtico vestigio de la Bretaña feudal.
El castillo del siglo XII fue trabajo de la familia Coëtmen-Penthièvre. Fue parcialmente desmantelado por orden de Jean IV, Duque de Bretaña, en 1395 debido a un conflicto entre este y los Penthièvres. De hecho, Rolando II y Rolando III de Coëtmen, Vizcondes de Tonquédec, se aliaron a la rebelión de Olivier de Clisson.
La reconstrucción comenzó en 1406 a través de Rolando IV de Coëtmen. El castillo cambió subsecuentemente de dueño varias veces, hasta convertirse en base de artillería en 1577. En este tiempo, la familia posedora (Goyon de La Moussaye), que era Protestante, no estaba de acuerdo con el rey, Enrique IV. Durante la Guerra de la Liga, el castillo sirvió como escondite para los Hugonotes. Fue finalmente desmantelado alrededor de 1622 por órdenes de Richelieu.
El castillo actualmente pertenece a los descendientes de los constructores originales (Casa de Coëtmen-Penthièvre): Conde y Condesa Bertrand de Rougé. Desde 1862, ha sido listado como monument historique por el Ministerio de Cultura de Francia.

## Visitando el castillo

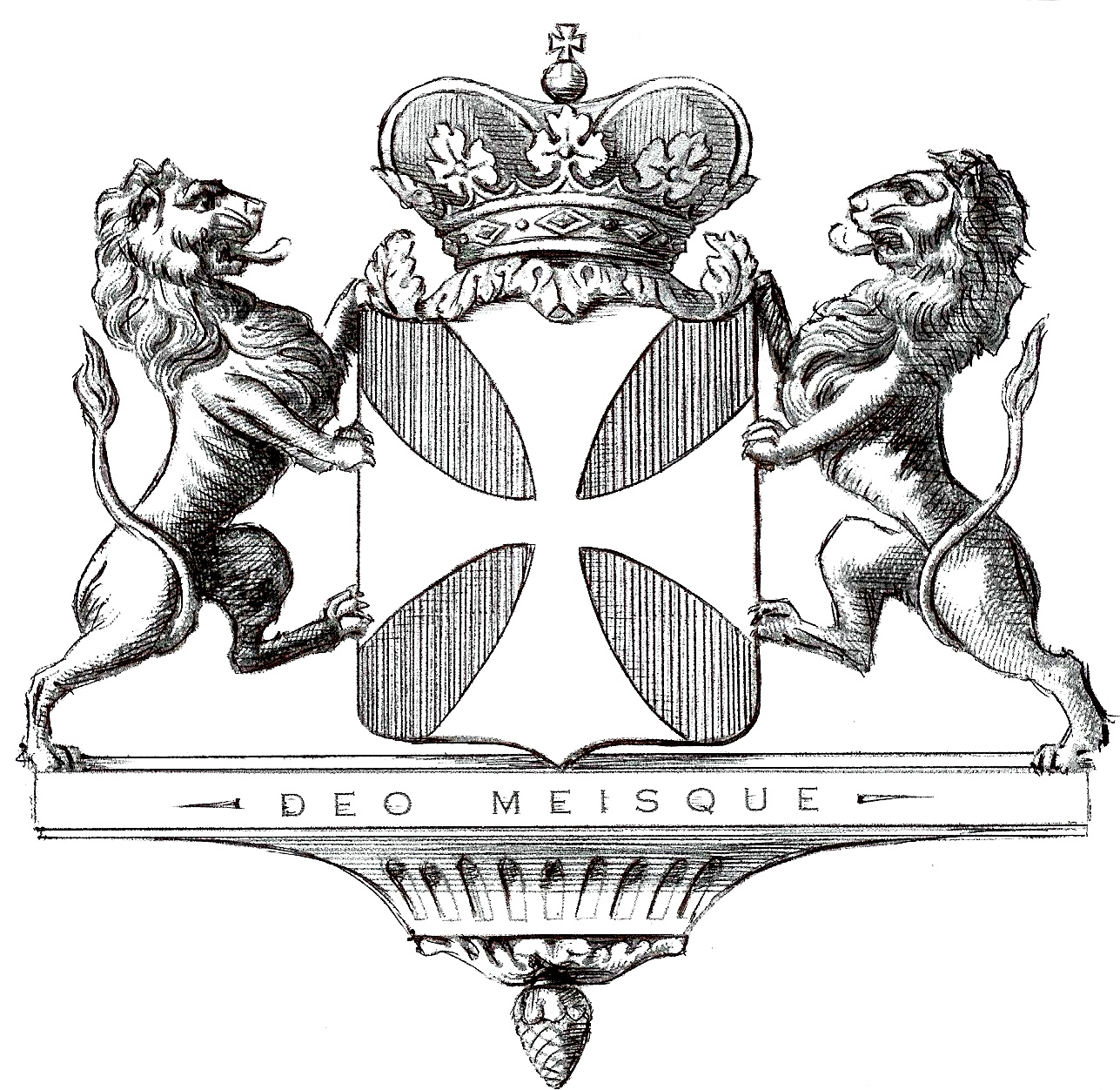
Escudo de Armas de la Casa Rougé.

La puerta de entrada da a un patio externo fortificado. Dos torres, unidas a una pared-cortina, enmarcan la entrada al patio interno que a su vez es alcanzado por un póstigo. La torre del homenaje, con paredes de 4 m (13 pies) de grosor, se mantienen aparte. La vista desde la parte superior da un buen panorama del paisaje local: "una extensa, fértil y muy poblada meseta es cruzada por valles anchos y de árboles pintorescos."